# FK Kozara Gradiška
FK Kozara Gradiška is een Bosnisch-Servische voetbalclub uit Gradiška.
De club werd in 1945 opgericht en speelde in de competitie van de Republika Srpska. In het seizoen 2002/03 speelde de club voor het eerst op het hoogste Bosnische niveau. In 2011 won de club de Eerste Divisie Republika Srpska waardoor Kozara Gradiška in het seizoen 2011/12 wederom in de Premijer Liga speelt. Al na één seizoen volgde echter weer degradatie.

## Erelijst
- Eerste Divisie Republika Srpska

2011
- Beker van de Republika Srpska

1994, 2000, 2001